# Spiroctenus
Spiroctenus är ett släkte av spindlar. Spiroctenus ingår i familjen Nemesiidae.

## Dottertaxa tillSpiroctenus, i alfabetisk ordning[1]
- Spiroctenus armatus
- Spiroctenus broomi
- Spiroctenus cambierae
- Spiroctenus coeruleus
- Spiroctenus collinus
- Spiroctenus curvipes
- Spiroctenus exilis
- Spiroctenus flavopunctatus
- Spiroctenus fossorius
- Spiroctenus fuligineus
- Spiroctenus gooldi
- Spiroctenus inermis
- Spiroctenus latus
- Spiroctenus lightfooti
- Spiroctenus lignicolus
- Spiroctenus londinensis
- Spiroctenus lusitanus
- Spiroctenus marleyi
- Spiroctenus minor
- Spiroctenus pallidipes
- Spiroctenus pardaliana
- Spiroctenus pectiniger
- Spiroctenus personatus
- Spiroctenus pilosus
- Spiroctenus punctatus
- Spiroctenus purcelli
- Spiroctenus sagittarius
- Spiroctenus schreineri
- Spiroctenus spinipalpis
- Spiroctenus tricalcaratus
- Spiroctenus validus